# Sebastian Bayer
Sebastian Bayer (ur. 11 czerwca 1986 w Akwizgranie) – niemiecki lekkoatleta specjalizujący się w skoku w dal. 
Międzynarodową karierę rozpoczął od nieudanego startu w mistrzostwach świata juniorów (2004). W kolejnym sezonie został wicemistrzem Starego Kontynentu w gronie juniorów. Nie udało mu się awansować do finału mistrzostw Europy (2006) oraz igrzysk olimpijskich (2008). W 2009 został halowym mistrzem Europy ustanawiając podczas tych zawodów halowy rekord Europy w skoku w dal wynikiem 8,71. Bez powodzenia startował w mistrzostwach świata w Berlinie (2009). W 2011 obronił w Paryżu tytuł halowego mistrza Starego Kontynentu. Mistrz Europy z 2012. 
Medalista mistrzostw Niemiec oraz reprezentant kraju w meczach międzypaństwowych.
Rekordy życiowe: stadion – 8,49 (4 lipca 2009, Ulm); hala – 8,71 (8 marca 2009, Turyn), rezultat ten jest aktualnym halowym rekordem Europy.

## Osiągnięcia
| Rok  | Impreza                             | Miejsce   | Lokata            | Wynik |
| ---- | ----------------------------------- | --------- | ----------------- | ----- |
| 2004 | Mistrzostwa świata juniorów         | Grosseto  | el. – 17. miejsce | 7,27  |
| 2005 | Mistrzostwa Europy juniorów         | Kowno     | 2. miejsce        | 7,73  |
| 2006 | Mistrzostwa Europy                  | Göteborg  | el. – 20. miejsce | 7,66  |
| 2008 | Igrzyska olimpijskie                | Pekin     | el. – 23. miejsce | 7,77  |
| 2008 | Światowy finał lekkoatletyczny IAAF | Stuttgart | 5. miejsce        | 8,00  |
| 2009 | Halowe mistrzostwa Europy           | Turyn     | 1. miejsce        | 8,71  |
| 2009 | Mistrzostwa świata                  | Berlin    | el. – 19. miejsce | 7,98  |
| 2011 | Halowe mistrzostwa Europy           | Paryż     | 1. miejsce        | 8,16  |
| 2011 | Mistrzostwa świata                  | Daegu     | 8. miejsce        | 8,17  |
| 2012 | Mistrzostwa Europy                  | Helsinki  | 1. miejsce        | 8,34  |
| 2012 | Igrzyska olimpijskie                | Londyn    | 5. miejsce        | 8,10  |
| 2013 | Halowe mistrzostwa Europy           | Göteborg  | el. – 9. miejsce  | 7,91  |
| 2013 | Mistrzostwa świata                  | Moskwa    | 9. miejsce        | 7,98  |
| 2014 | Mistrzostwa Europy                  | Zurych    | el. – 23. miejsce | 7,56  |